# Guðlaugur Þorfinnsson
Guðlaugur Þorfinnsson (Gudhlaugur Thorfinnsson, n. 1034), fue un vikingo y bóndi de Straumfjörður, Álftanes á Mýrum, Mýrasýsla en Islandia. Era hijo de Þorfinnur Guðlaugsson (n. 1008), nieto de Guðlaugur Þormóðsson (n. 947), y bisnieto de Þormóður eldri Oddsson (n. 895). Toda su genealogía se remonta a los tiempos del colono noruego, Oddur rakki Þorvíðsson (n. 863). Es un personaje citado en la saga Eyrbyggja, y saga Sturlunga. Se casó con Þorkatla Halldórsdóttir (n. 1038), una hija de Halldór Snorrason, y de esa relación tuvieron una hija, Þórdís Guðlaugsdóttir (n. 1064) que sería la esposa de Gils Snorrason. De esta rama descienden los Sturlungar.